# Evangelische Kirche Bodelschwingh

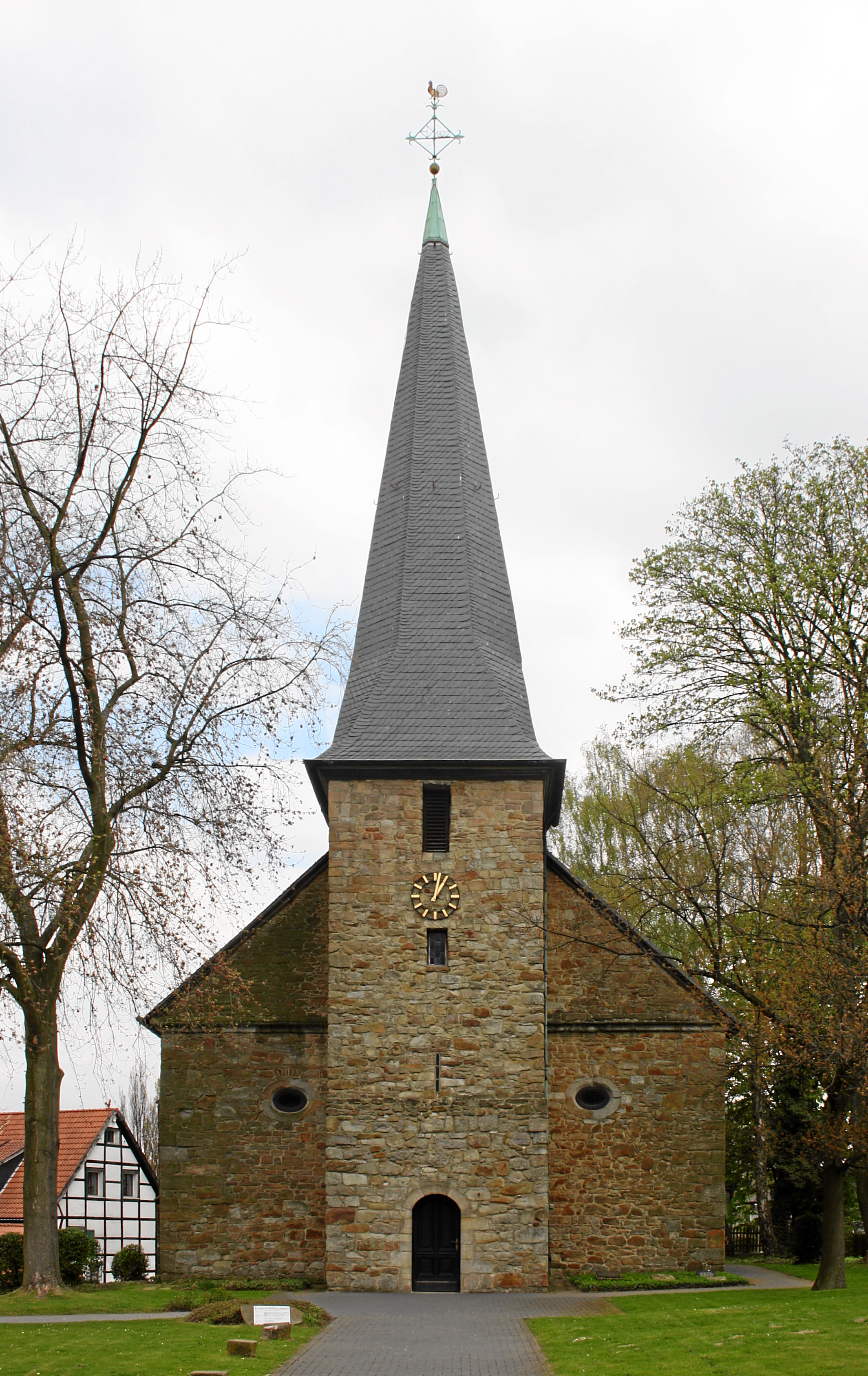
Evangelische Kirche

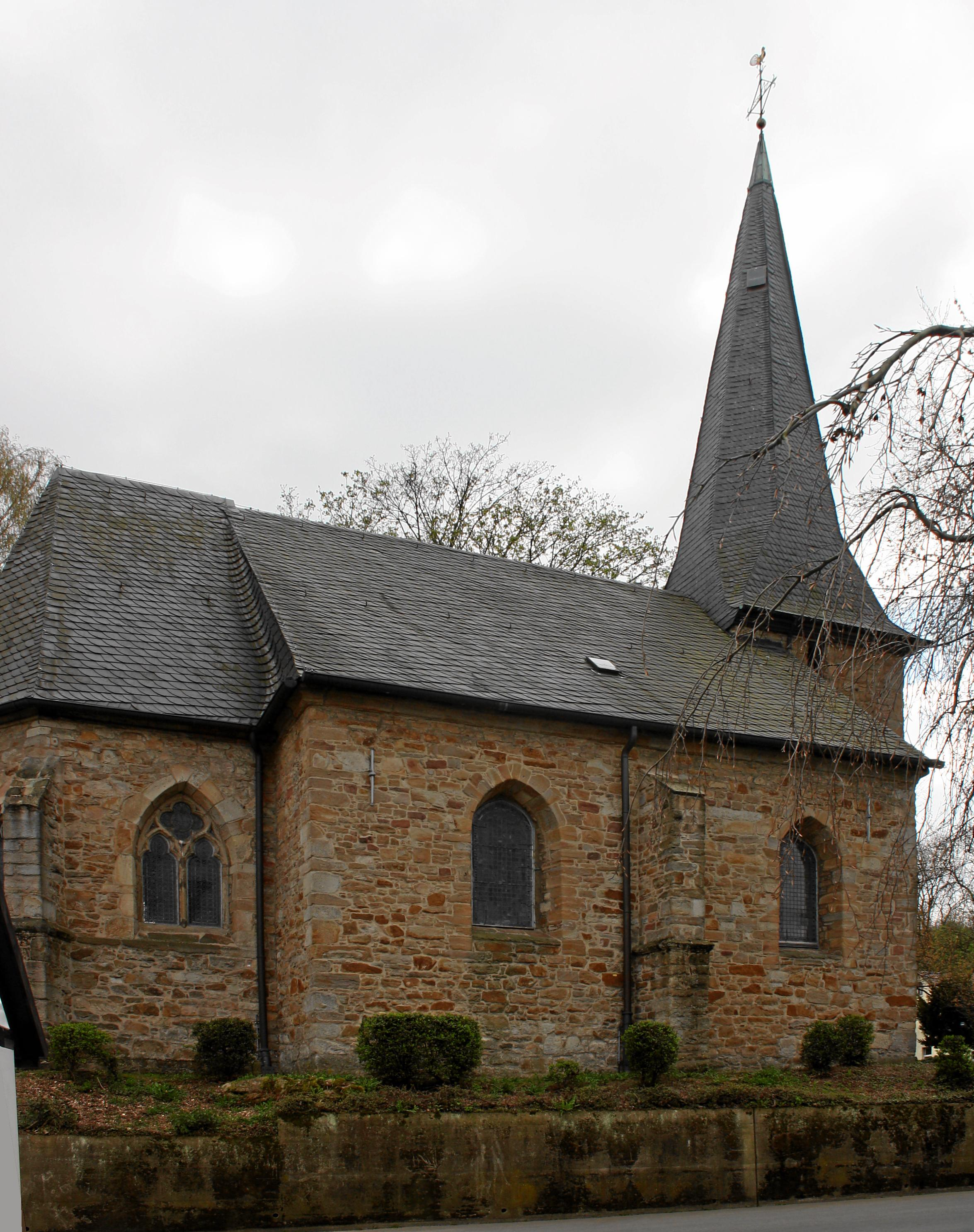
Seitenansicht

Die evangelische Kirche ist ein denkmalgeschütztes Kirchengebäude in der Parkstraße 9 im Bodelschwingh, einem Stadtteil von Dortmund in Nordrhein-Westfalen.

## Geschichte und Architektur
Die kleine zweijochige Saalkirche in gotischen Formen mit einem eingezogenen Chor mit 5/8-Schluss wurde 1312 von dem Ritter Giselbert gen. Speke gestiftet. Der Turm mit einem achtseitigen Helm steht an der Westseite. Der Chor wurde wohl nach 1350 gebaut und der Westturm wurde vermutlich 1506 über dem alten Erdgeschoss neu errichtet. Der gotisierende Neubau eines größeren Langhauses wurde 1693 vorgenommen. Die Außenmauern aus Bruchstein sind durch Strebepfeiler und spitzbogige Fenster gegliedert. Das Südportal ist mit 1693 bezeichnet. Der Turmschaft reicht knapp bis in die Firsthöhe des Langhauses. In den beiden Jochen des Innenraumes ruhen tief herabgezogene Kreuzrippengewölbe auf Konsolen. Der Bau war zeitweise Begräbnisort für die Familie von Bodelschwingh, er wurde 2001/02 aufwendig renoviert.

## Ausstattung
- Die prächtige geschnitzte Kanzel mit Akanthusornamenten, Engelsköpfen und Fruchtgehängen, sowie Voluten am Fuß und auf dem Schalldeckel wurde in den Chorbogen eingepasst. Laut Stifterwappen wurde sie nach 1728 gebaut. Restauriert wurde sie 1977.
- Das Chorgestühl wurde um 1700 eingebaut.
- Die Emporen wurden 1890 erstellt.
- Die Orgel mit einem Freipfeifenprospekt wurde 1941 von der Firma Walcker angefertigt.
- Die Turmuhr wurde 1896 angebracht.
- Zwei Bronzeglocken Anna (1506) und Maria (1955), gestimmt auf a' und c''.